# Pteropus howensis
Pteropus howensis là một loài động vật có vú trong họ Dơi quạ, bộ Dơi. Loài này được Troughton mô tả năm 1931.

## Hình ảnh